# Sol Líneas Aéreas

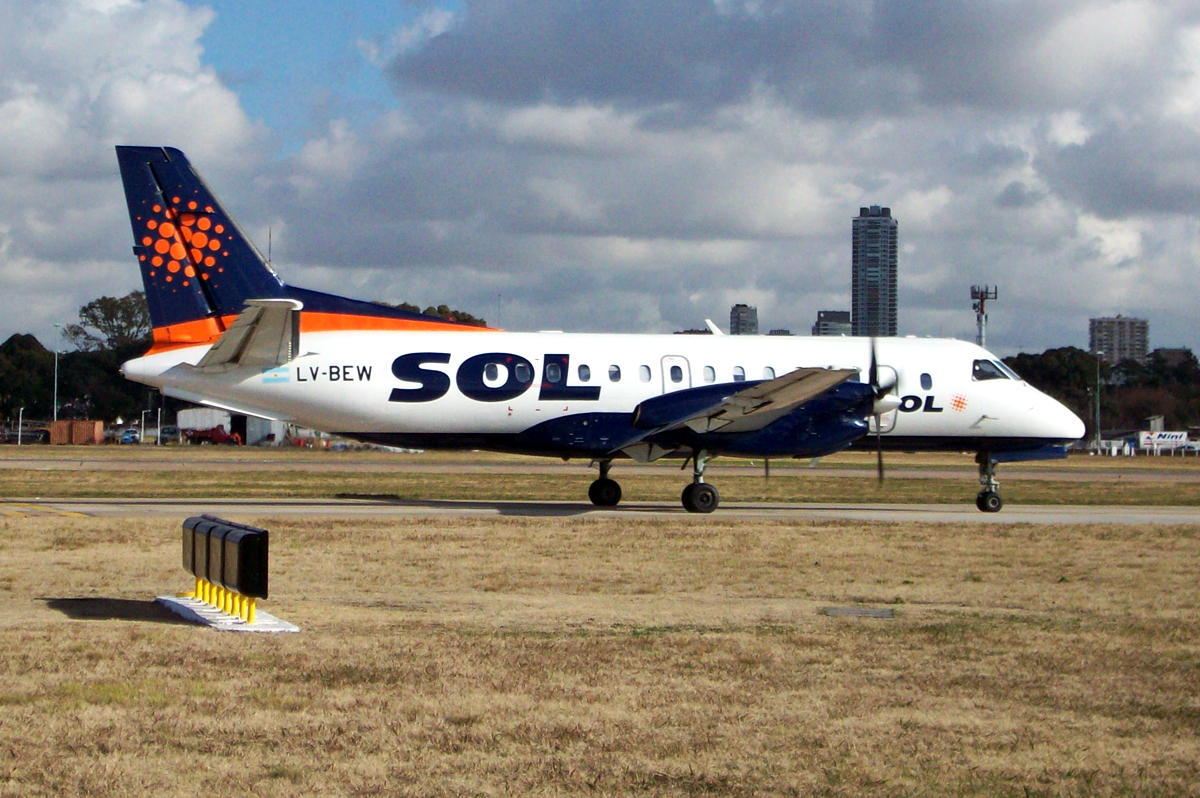
Saab 340 LV-BEW de Sol Líneas Aéreas, en el Aeroparque Jorge Newbery.

SOL S.A. Líneas Aéreas fue una aerolínea de origen argentino, con base en el Aeropuerto Internacional Rosario, y oficinas comerciales en Rosario. Pertenecía al grupo rosarino Transatlántica y en actividad desde el año 2006. Fundada en 2005,  y operando desde agosto de 2006, bajo un acuerdo entre Grupo Transatlántica  y el gobierno de Santa Fe, tratando de mejorar las conexiones aéreas a las ciudades de Córdoba capital y Santa Fe.
En enero de 2016, Aerolíneas Argentinas, a través de su presidenta Isela Costantini, rescindió un convenio por el cual Sol Líneas Aéreas recibía un millón de pesos diarios para realizar vuelos regionales. Debido a ello la empresa anunció la quiebra y el despido de todos sus empleados (casi 300).

## Historia

### Inicio de operaciones
La aerolínea se estableció en 2006 a partir de un convenio entre el gobierno de la Provincia de Santa Fe y la empresa turística rosarina Transatlántica S.A., con el fin de servir rutas aéreas no cubiertas por otras aerolíneas nacionales.
El convenio surge del impulso que la provincia de Santa Fe pretendía dar a la aviación comercial desde y hacia las ciudades más grandes de la provincia para comunicarlas vía aérea de una manera más eficiente con la ciudad de Buenos Aires y con la ciudad de Córdoba.
Por este motivo y durante los primeros tres años el gobierno provincial subsidia el combustible de los servicios entre Rosario y Buenos Aires, entre Santa Fe y Buenos Aires, entre Rafaela y Buenos Aires y entre Rosario y Córdoba.
Además de las mencionadas, la empresa contempla otras rutas (que no recibirán subsidio de combustible) por lo cual solicitó y recibió autorización de la Secretaría de Transporte de la Nación para operarlas. Sol Líneas Aéreas era la única línea aérea argentina en ofrecer 4 destinos dentro de la Provincia de Buenos Aires, volviendo a restablecer vuelos a ciudades como Tandil y Necochea que no recibían vuelos comerciales desde hace más de una década. (Estos vuelos hoy se encuentran suspendidos)
Durante el verano 2006/2007, Sol voló dos rutas a destinos turísticos:
- Rosario - Punta del Este (continuación de un vuelo desde Córdoba).
- Buenos Aires - Villa Gesell (continuación de un vuelo desde Rosario).

A partir de marzo de 2007, Sol incorporó la ruta:
- Buenos Aires (Aeroparque) - Montevideo.

### Expansión
El 30 de agosto de 2008, Sol Líneas Aéreas comenzó a volar la ruta Aeroparque - Tandil, pero a raíz de la poca demanda de pasajes el servicio fue suspendido el 1 de marzo de 2009.
Desde febrero de 2009, Sol comenzará a volar la ruta Buenos Aires - Río Cuarto - Villa Mercedes, ofrecerá un vuelo diario con los Saab 340 de su flota.
Desde enero del 2009 Sol Líneas Aéreas aterriza en otro destino de la Costa atlántica argentina, ofreciendo la ruta Buenos Aires - Necochea - Tandil.
Desde el 20 de septiembre de 2009, comenzaron los servicios desde Córdoba, Mendoza y Neuquén hacia el aeropuerto de Comodoro Rivadavia.
Desde el 14 de octubre de 2009, Sol Líneas Aéreas comienza a operar en un destino clave del Norte Argentino, Tucumán, ofreciendo la ruta Rosario - Córdoba - Tucumán, haciendo de Tucumán su puerta de entrada al Norte del país.
Desde el 24 de enero de 2011, comenzará a operar vuelos a Ushuaia. La compañía que en la actualidad vuela hasta Comodoro Rivadavia también sumará escalas en Río Gallegos y Río Grande. Estas nuevas frecuencias permitirán conectar el extremo sur del país, en ambos sentidos, con las ciudades de Neuquén, Mendoza y Córdoba sin la necesidad de pasar por Buenos Aires. Los vuelos serán realizados por aviones Saab 340A con capacidad para 34 pasajeros. Las frecuencias desde Comodoro Rivadavia hacia Ushuaia están programadas los días martes, jueves, sábados y domingos con regreso los días lunes, miércoles, viernes y domingos. Con este emprendimiento Sol Líneas Aéreas consolida su objetivo de dar conectividad a las ciudades de la Patagonia con los puntos más importantes del centro del país.[cita requerida]
El 18 de mayo de 2011, la aeronave Saab 340 biturbo, matriculada LV-CEJ, que cubría el vuelo 5428, se estrelló en la localidad de Prahuaniyeu, Río Negro, Argentina. El avión viajaba desde Neuquén a Comodoro Rivadavia. Fallecieron en al accidente 19 pasajeros y 3 tripulantes.
En mayo de 2012 Sol Líneas Aéreas y Aerolíneas Argentinas, firmaron un acuerdo de código compartido por el cual la empresa de Aerolíneas Argentinas podrá atender destinos para los cuales sus aviones sean demasiado grandes, siendo esos destinos operados por Sol.
Entre mayo y octubre de 2014, deja de volar en el sur patagónico en Esquel, Ushuaia, Río Gallegos, Río Grande y Bariloche.
El 1 de julio de 2014, a raíz de la competencia dejó de volar el Corredor Petrolero Córdoba - Mendoza - Neuquén, manteniendo únicamente los vuelos de costa atlántica.
El 16 de noviembre de 2014, reanuda dos vuelos; uno a San Luis y otro a Merlo incorporando también a Villa Mercedes, en si formando un corredor turístico partiendo desde Buenos Aires-Aeroparque entre las tres ciudades de la Provincia de San Luis, con ayuda del gobierno sanluiseño. Luego el 1 de agosto de 2015 la empresa decidió de dar de baja el destino a San Luis y siguió los vuelos a Villa Mercedes y Merlo tres veces por semana.
A principios de 2015, anuncian un rumor de que incorporarían los primeros jet de pasajeros para Sol Líneas Aéreas, que serían los Bombardier CRJ200 ex-Air Nostrum. Dicha empresa había acordado la compra del 40% de Sol.
El 9 de septiembre de 2015, aumenta la conectividad entre Aerolíneas Argentinas y Sol acordado en 2012, con tal de la reanudación de los destinos a Córdoba y Neuquén, y a la vez conectando ambas ciudades entre Rosario y Comodoro Rivadavia a partir del 19 de octubre de 2015. Sol comenzó a volar determinadas rutas con sus aviones, para Aerolíneas. En el acuerdo, Aerolíneas se comprometía a pagarle a Sol una suma fija mensual por cada 210 horas de vuelo, incluyendo el costo de combustible y asegurando una ganancia en dólares del 12% de los costos de explotación. Tras ello, algunos aviones de Sol, fueron repintados con un esquema similar a los aviones de Austral Líneas Aéreas.
El 22 de septiembre de 2015, llegó el primer Bombardier CRJ200 de los seis que incorporarían la empresa. Sol llegó a ser la cuarta compañía aérea más importante de Argentina, superada ampliamente por Aerolíneas Argentinas, Austral Líneas Aéreas y LAN Argentina superando a Andes Líneas Aéreas.[cita requerida]

### Quiebra y cese de operaciones

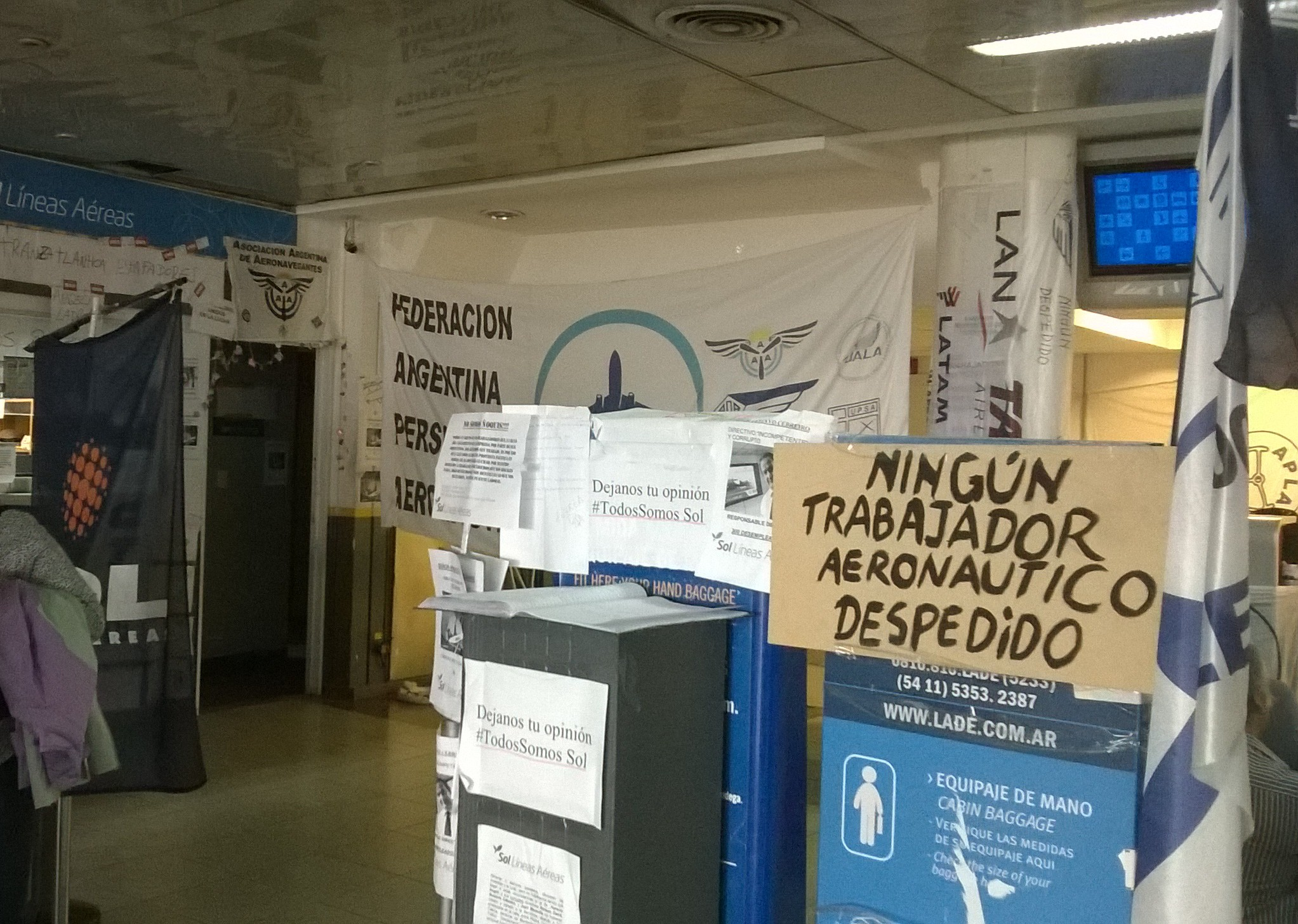
Oficina en Aeroparque, Buenos Aires tomada por empleados despedidos que piden sus indemnizaciones.

El contrato entre las empresas Sol y Aerolíneas Argentinas fue rescindido unilateralmente por la presidenta de aerolíneas argentinas, Isela Constantini, el 14 de enero. La empresa al enterarse, canceló todos los vuelos y operaciones, se declaró en quiebra mediante un comunicado y envió telegramas de despido a sus empleados. Los gremios anunciaron que irán a reclamar al ministerio de Trabajo la re-localización de los afectados.

La decisión se ha generado como fruto de la rescisión del acuerdo de cooperación que fuera firmado con Aerolíneas Argentinas, lo que ha dejado a la empresa en una situación de inviabilidad económica que hace imposible su operatoria.
Cita del comunicado oficial.

En diciembre de 2015, la inesperada cancelación del Acuerdo de Cooperación que mantenía con Aerolíneas Argentinas tornó insostenible la actividad de la empresa, que no tuvo otra alternativa que cesar sus operaciones.
Sus declaraciones le valieron un cruce con Mariano Recalde, quien dijo que Sol «le servía a la línea de bandera como complemento, permitía llegar a destinos con poca demanda con aviones más pequeños». En diciembre de 2015, la inesperada cancelación del Acuerdo de Cooperación que mantenía con Aerolíneas Argentinas, por el cual Aerolíneas complementaba sus vuelos con las rutas operadas por SOL provocó la salida de su socio español Air Nostrum y el retiro de los aviones del mismo, tornando insostenible la actividad de la empresa, que no tuvo otra alternativa que cesar sus operaciones".
Medios de Uruguay reportaron que algunos aviones de Sol fueron llevados al Aeropuerto Internacional de Punta del Este.
El gobernador de Santa Fe, Miguel Lifschitz, declaró que el cierre de Sol es «lamentable» y «una gran pérdida para la región».

## Destinos
Sol Líneas Aéreas volaba los siguientes destinos a septiembre de 2015:

## Accidentes e incidentes
Un avión con 22 personas cayó la noche del 18 de mayo de 2011 en la provincia de Río Negro. El avión, perteneciente a la compañía Sol, había partido desde Neuquén con destino Comodoro Rivadavia. Según confirmó el médico del hospital de Los Menucos, que envió inmediatamente personal al lugar, "no hay sobrevivientes" al accidente.
La caída se produjo cerca de las 22 en el paraje de Prahuaniyeu, a 500 km de Bariloche y a unos 150 kilómetros de Ingeniero Jacobacci, próximo a Los Menucos.
Según el comunicado oficial de la aerolínea, el vuelo "SOL 5428", "despegó a las 20.08 de la ciudad de Neuquén para cumplir el último tramo con destino a Comodoro Rivadavia". Y "a las 20:50 se estableció la última comunicación notificando que se declaraba en emergencia". Y agrega que "el viaje era de un tramo de 1 hora 50 y la nave tenía combustible para 3 horas 30 minutos".
La Junta de Investigación de Accidentes de Aviación Civil (JIAAC) publicó en 2015 el Informe Final del Expediente 9611, en el cual señala entre las causas que la pérdida de control de la aeronave e impacto no controlado contra el terreno, se produjo por formación severa de hielo en el avión.
El 2 de enero de 2013 un avión de la empresa Sol Líneas Aéreas que viajaba hacia Neuquén despistó durante el despegue en el Aeropuerto Internacional Gobernador Francisco Gabrielli de la provincia de Mendoza. Ninguno de los tripulantes y pasajeros resultó herido. Las causas del despiste aún no fueron establecidas.[cita requerida]